# Jungle de Calais

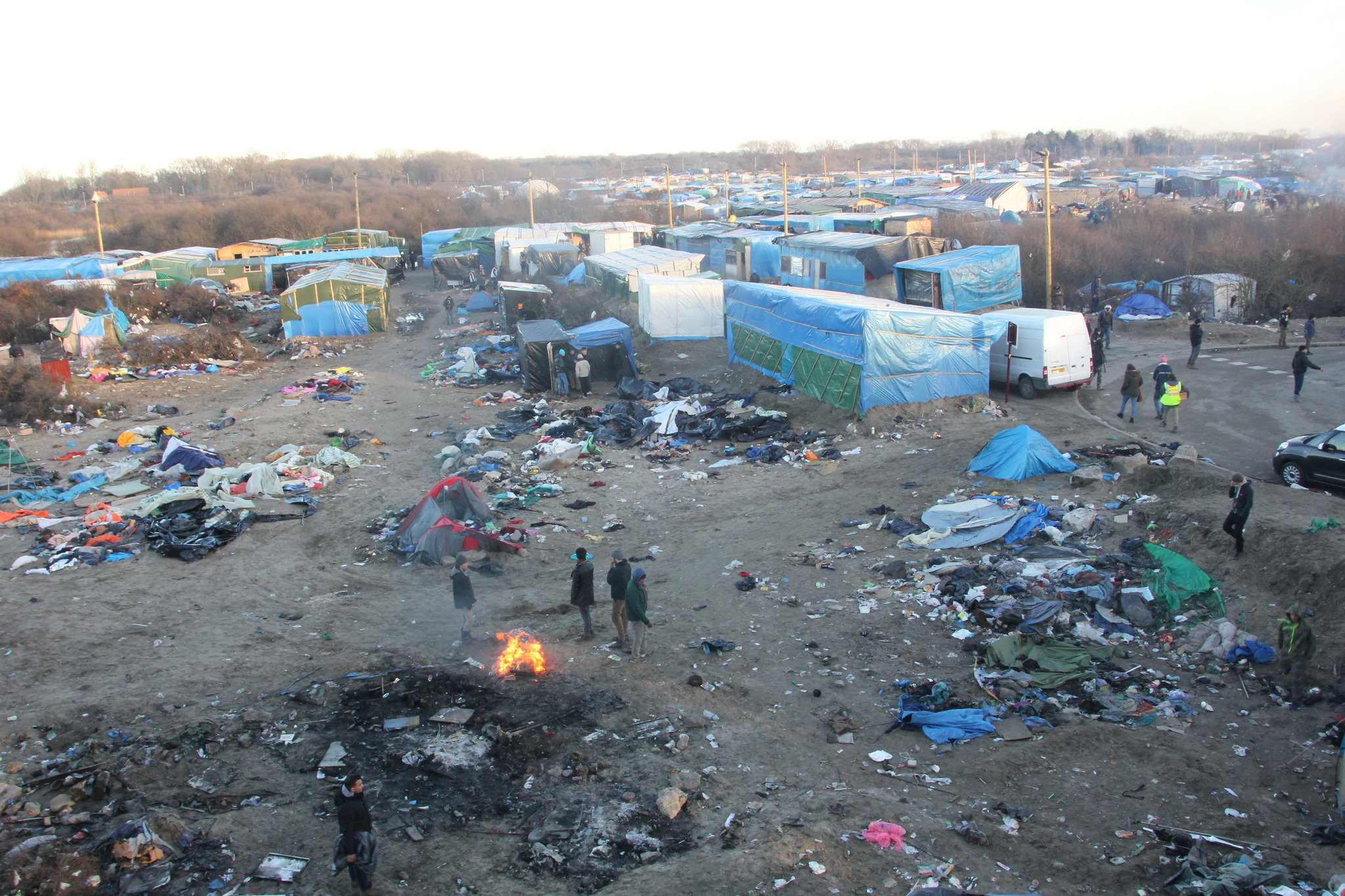
Djungeln i januari 2016.

Jungle de Calais (franska för "Djungeln i Calais"), även kallad New Jungle, är ett smeknamn på ett tidigare flyktingläger i den franska hamnstaden Calais. Sedan 1999 har det funnits små områden i staden med migranter som sökt uppehållstillstånd i Storbritannien genom att passera engelska kanalen. Med anledning av migrationskrisen i Europa uppskattas det att det i september 2016 levde mer än 7 000 personer under primitiva förhållanden i områdets läger.

## Rivning
Franska myndigheter inledde en rivning av områdets läger den 24 oktober 2016. 